# Roland Németh
Pour les articles homonymes, voir Németh.
Roland Németh, né le 19 septembre 1974, est un athlète hongrois, évoluant sur le sprint.
Son meilleur résultat international est une médaille de bronze aux championnats d'Europe d'athlétisme de 2002 à Munich.

## Palmarès

### Jeux olympiques d'été
- Jeux olympiques d'été de 2004 à Athènes ( Grèce)
  - éliminé lors des séries sur 100 m

### Championnats d'Europe d'athlétisme
- Championnats d'Europe d'athlétisme de 2002 à Munich ( Allemagne)
  -  Médaille de bronze sur 100 m

### Championnats d'Europe d'athlétisme en salle
- Championnats d'Europe d'athlétisme en salle de 2000 à Gand ( Belgique)
  - 5e sur 60 m